# 20696 Torresduarte
20696 Torresduarte este un asteroid din centura principală de asteroizi.

## Descriere
20696 Torresduarte este un asteroid din centura principală de asteroizi. A fost descoperit pe 9 noiembrie 1999 la Socorro, New Mexico, în cadrul proiectului LINEAR. Asteroidul prezintă o orbită caracterizată de o semiaxă mare de 3,16 ua, o excentricitate de 0,11 și o înclinație de 1,0° în raport cu ecliptica.